# Cantigas de Santa Maria

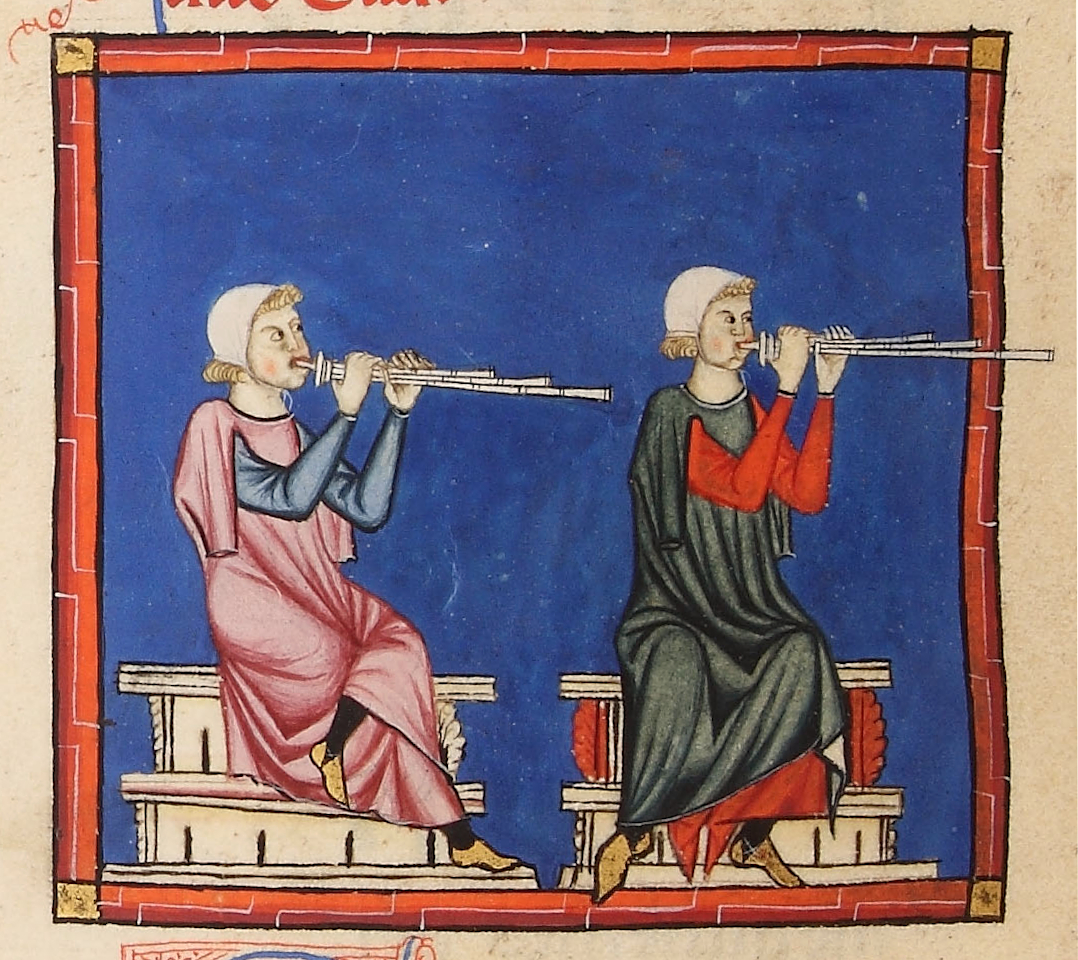
An illustration from the E codex of the Cantigas de Santa Maria.

Cantigas de Santa Maria (Canticles of Holy Mary; tiếng Bồ Đào Nha: [kɐ̃ˈtiɣɐʒ ðɨ ˈsɐ̃tɐ mɐˈɾi.ɐ], tiếng Galicia: [kaŋˈtiɣaz ðe ˈsaŋta maˈɾi.a]) là một bộ sưu tập gồm 420 bài thơ có ký hiệu âm nhạc được viết bằng tiếng Galicia-Bồ Đào Nha dưới thời cai trị của Alfonso X El Sabio và được cho là do ông sáng tác.
Đây là một trong những bộ sưu tập đơn âm lớn nhất từ thời trung cổ với rất nhiều các hình thức vẫn còn đang được nghiên cứu.

## Sơ lược
Các Cantigas được viết bằng tiếng Galicia-Bồ Đào Nha. Các Cantigas gồm 420 bài thơ; 356 trong số đó nói về phép lạ Đức Mẹ, phần còn lại là các truyền thuyết liên quan đến Đức Mẹ.
Có 280 hình thức trong 420 bài thơ mà phổ biến nhất là virelai và rondeau.

## Bản thảo
Các Cantigas được bảo quản trong bốn bản thảo: To (códice de Toledo, Biblioteca Nacional de España, MS 10069), T (Biblioteca de El Escorial, MS T.I.1), F (códice de Florencia, Florence, Biblioteca Nazionale, MS b.r. 20) and E (códice de los músicos, Biblioteca de El Escorial MS B.I.2).
E có số lượng bài hát lớn nhất (460 cantigas), To chứa 129 bài hát, T chứa 195 bài hát có các tiểu cảnh minh họa, F có 111 ca khúc.